# Delavec (sindikalno glasilo)
Delavec je bilo glasilo delavskega sindilnega gibanja.
Glasilo je izhajalo v letih 1914−1941. Prva številka je izšla 14. novembra 1914 štiri mesece po začetku 1. svetovne vojne potem, ko so prej prepovedali vsa slovenska politična socialnodemokratska in sindikalna glasila. Po letu 1920 je glasilo izhajalo dva do trikrat, po letu 1935 pa samo enkrat na mesec. Do septembra 1925 so glasilo tiskali v Ljubljani, potem pa v Mariboru. Med drugimi so bili uredniki Jože Golmajer, France Svetek, Ciril Štukelj, Ivan Tokan.